# Севастопольский проспект
Севасто́польский проспе́кт — улица Москвы в Донском районе Южного административного округа и районах Котловка, Зюзино, Черёмушки, Коньково и Ясенево Юго-Западного административного округа. Проходит от Загородного шоссе до Соловьиного проезда.

## Название
Назван в 1965 году по городу-герою Севастополю в связи с расположением на юге и юго-западе Москвы среди улиц, носящих названия по географическим объектам юга РСФСР и Украинской ССР.

## Описание
Севастопольский проспект начинается как продолжение основной трассы Загородного шоссе (которое за Малым кольцом Московской железной дороги переходит в параллельную проспекту Большую Черёмушкинскую улицу) и проходит на юго-запад. Перед Малым кольцом слева находится съезд на улицу Свержевского. После пересечения его и ветки с него на Павелецкое направление МЖД по Новосевастопольскому путепроводу справа примыкают 5-й Загородный проезд, улицы Винокурова и Дмитрия Ульянова и проектируемый проезд № 3704, слева — 6-й Загородный проезд, улица Ремизова, вместе с улицей Академика Векшинского, вдоль которой протекает река Коршуниха, и Нагорный бульвар.
За пересечением с Нахимовским проспектом к улице справа примыкает Зюзинская улица, а затем пересекают Болотниковская и Перекопская улицы, улица Каховка и Херсонская улица. После круговой развязки с улицей Обручева и Балаклавским проспектом, входящих в состав Южной рокады, проспект с большим изгибом в сторону Конькова проходит через Битцевский лес. Здесь справа к проспекту примыкают улицы Бутлерова, Миклухо-Маклая и Островитянова, а также Тютчевская аллея к санаторию в Узком. Перед аллеей проспект пересекает старое русло реки Чертановки по Севастопольскому путепроводу.
Проспект заканчивается разделением проезжих частей в месте примыкания слева Соловьиного проезда. В Ясеневе продолжается как улица Айвазовского, которая, в свою очередь, за площадью Ле Зуана разделяется на односторонние Тарусскую (из центра) и Ясногорскую улицы.

## История

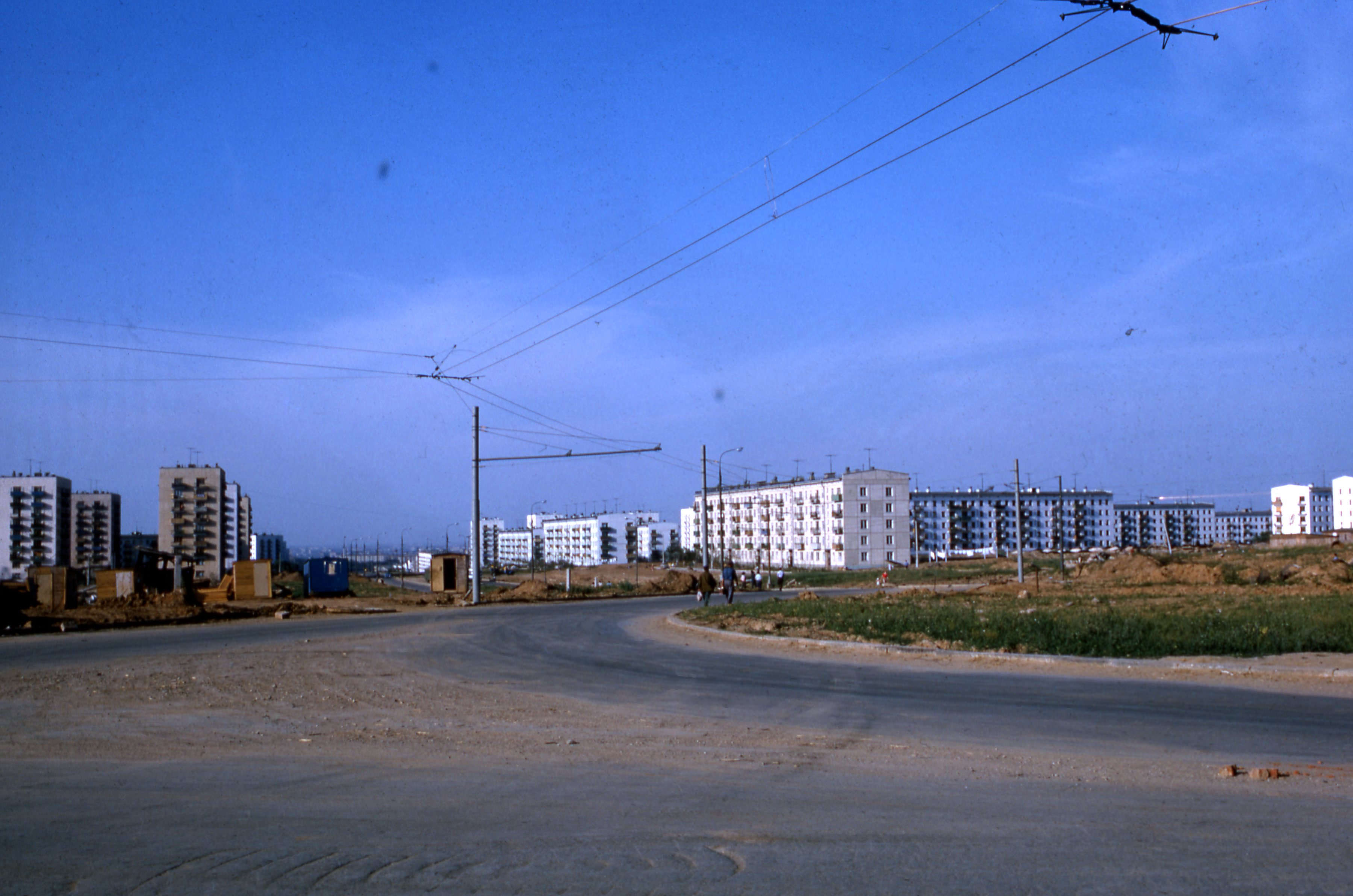
Севастопольский проспект в 1964 году, вид на север

Проспект был проложен в 1964—1965 годах в результате застройки района Зюзино. Значительная часть проспекта застроена пятиэтажными домами-«хрущёвками». Первоначально проспект проходил от улицы Винокурова до Балаклавского проспекта. В 1979 году он был продолжен по границе Битцевского парка к улице Айвазовского.
До 2002 года проспект состоял из двух не соединяющихся частей (с общей нумерацией домов), разделённых Малым кольцом Московской железной дороги. При этом северная часть (дома с 1 по 11) фактически представляла собой внутриквартальный проезд. В 2002 году был построен 2-й Загородный путепровод через Малое кольцо, в результате чего проспект соединился с Загородным шоссе.

## Примечательные здания и сооружения
По нечётной стороне:
- № 3б — клуб «Знамя труда» (1954)
- № 33 — кинотеатр «Таллин» (1966)

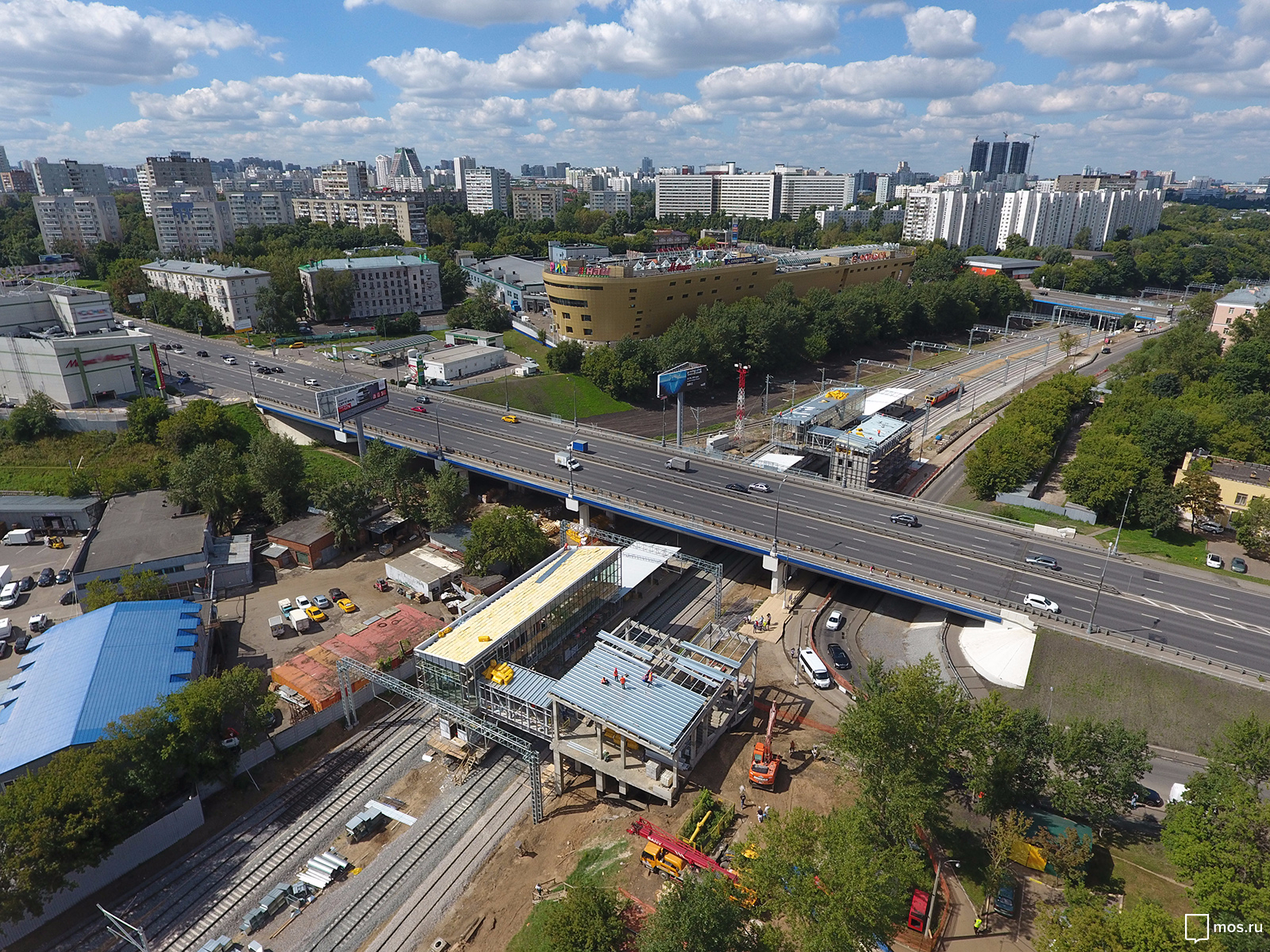
Новосевастопольский путепровод, сооружённый в 2002 году, и станция «Крымская» Московского центрального кольца. На фото за путепроводом располагается торговый центр «Рио»

- № 29 — возле этого дома установлен памятник Павлу Нахимову

По чётной стороне:
- № 26 — противотуберкулёзный диспансер
- № 28, корп. 4 — префектура ЮЗАО
- № 40, строение 1 — детская городская поликлиника № 69, филиал № 1. В поликлинике располагается пункт выдачи полисов обязательного медицинского страхования единого образца.

## Транспорт

### МЦК
«Крымская»

### Метро
«Зюзино»

### Автобусы
- м90: от Загородного шоссе до улицы Обручева
- н16: от Загородного шоссе до улицы Обручева
- 915: от Загородного шоссе до 5-го Загородного проезда (только в указанную сторону)
- 121: от улицы Свержевского до Загородного шоссе (только в указанную сторону)
- 67: от Нахимовского проспекта до Болотниковской улицы
- 968: от Нахимовского проспекта до Болотниковской улицы
- 926: от Нахимовского проспекта до улицы Каховка
- т85: от Нахимовского проспекта до улицы Айвазовского
- 119: от улицы Винокурова до улицы Ремизова
- 317: от улицы Винокурова до улицы Ремизова
- 529: от улицы Винокурова до улицы Ремизова
- с5: от улицы Винокурова до улицы Каховка
- с918: от улицы Дмитрия Ульянова до Нахимовского проспекта
- с977: от улицы Каховка до улицы Айвазовского
- 224: от Херсонской улицы до улицы Обручева
- 246: от Херсонской улицы до улицы Обручева
- 273: от Херсонской улицы до улицы Обручева
- 261: от улицы Миклухо-Маклая до улицы Айвазовского
- 639: от улицы Миклухо-Маклая до улицы Айвазовского
- 642: от улицы Миклухо-Маклая до улицы Айвазовского
- 648: от улицы Каховка до улицы Айвазовского
- с923: от улицы Миклухо-Маклая до улицы Островитянова (только в указанную сторону)
- с976: от улицы Миклухо-Маклая до улицы Островитянова (только в указанную сторону)